# Mabuya guaporicola
Mabuya guaporicola är en ödleart som beskrevs av  Dunn 1935. Mabuya guaporicola ingår i släktet Mabuya och familjen skinkar. Inga underarter finns listade i Catalogue of Life.